# Jordbävningen i Valdivia 1960
Jordbävningen i Valdivia 1960 (också känd som Stora jordbävningen i Chile) slog till den 22 maj 1960 klockan 19:11.14 UTC. Jordbävningen är den hittills kraftigaste som någonsin har registrerats med magnituden 9,5 på Richterskalan och orsakade omkring 3 000 människors död. Många av dessa dog precis som vid jordbävningen i Indiska Oceanen 2004 inte av själva skalvet utan av den efterföljande tsunamin med upp till 25 meter höga vågor vid den chilenska kusten. Tsunamin kunde mätas upp över stora delar av Stilla havs-kusten, och vid Hilo, Hawaii, 1 000 mil bort, orsakades över 10 meter höga vågor som ödelade delar av den kustnära bebyggelsen och ledde till att 51 människor miste livet. I Japan dödades 180 människor av vågorna.
Jordbävningen var egentligen bara en i en spektakulär serie mycket kraftiga jordbävningar som skakade Chile mellan den 21 maj och den 6 juni 1960. Vulkanen Cordón Caulle i Chile fick dessutom ett utbrott i samband med denna händelse. Kostnaden till följd av naturkatastrofen uppskattades till 675 miljoner USD (cirka 5 miljarder kronor). 

### Fotnoter
1. ↑  Uppgifter i referenser varierar, vanligen mellan 2 000 och 6 000 döda, se till exempel ”Arkiverade kopian”. Arkiverad från originalet den 11 april 2009. https://web.archive.org/web/20090411180514/http://earthquake.usgs.gov/regional/world/events/1960_05_22_articles.php. Läst 12 april 2012..
2. ↑  Gates, Alexander E.; David Ritchie (2007) (på engelska). Encyclopedia of Earthquakes and Volcanoes. New York: Facts on File. sid. 49. ISBN 0-8160-6302-8. https://books.google.cl/books?id=b1sXfJCiCHQC&pg=PA49&hl=sv#v=onepage&q&f=false. Läst 21 april 2016
3. ↑  Uppgifter i referenser varierar, vanligen mellan 480 miljoner och 3,5 miljarder USD, se till exempel ”Arkiverade kopian”. Arkiverad från originalet den 11 april 2009. https://web.archive.org/web/20090411180514/http://earthquake.usgs.gov/regional/world/events/1960_05_22_articles.php. Läst 12 april 2012..